# Louise Gueury

Louise Gueury

Louise Gueury (* 13. Mai 1854 in Mönchengladbach; † 21. Juli 1900 ebenda) war Stifterin eines zur Behandlung von Lungenkranken eingerichteten Krankenhauses.
Sie wurde als Tochter des Handelsmaklers für Wolle, Célestin Gueury und dessen Frau Anne Marie Pilatz geboren. Während dieser Zeit, in der zweiten Hälfte des 19. Jahrhunderts, erkrankten und starben große Teile der Bevölkerung an Tuberkulose (der sogenannten Weißen Pest). Dieser Krankheit fielen auch ihr Vater (1860) und ihre beiden älteren Brüder (1877 und 1878) zum Opfer. Nach dem Tod ihrer Brüder verkaufte sie das Geschäft und ließ ihr Vermögen durch einen Anwalt verwalten. Anschließend lebte sie, trotz ihres Reichtums, zurückgezogen und blieb unverheiratet. Über ihr weiteres Leben ist wenig bekannt. Sie erkrankte ebenfalls an Tuberkulose und verstarb im Alter von 46 Jahren an dieser Krankheit. Die Beisetzung erfolgte in aller Stille.
Im Testament der Verstorbenen wurden, neben Verwandten, viele karitative, soziale und kirchliche Einrichtungen bedacht. Den größten Teil des Erbes, 860.000 Goldmark(heute rund 30 Millionen Euro), erhielt die Stadt Gladbach (heute Mönchengladbach), mit der Auflage, davon eine Volksheilstätte für weibliche Lungenkranke in waldreicher Umgebung zu errichten. In dieser sollten auch mittellose Kranke behandelt werden.
Im April 1903 erfolgte die Grundsteinlegung für die Lungenheilstätte im Hardter Wald. Am 3. August 1904 wurde die Klinik eröffnet.

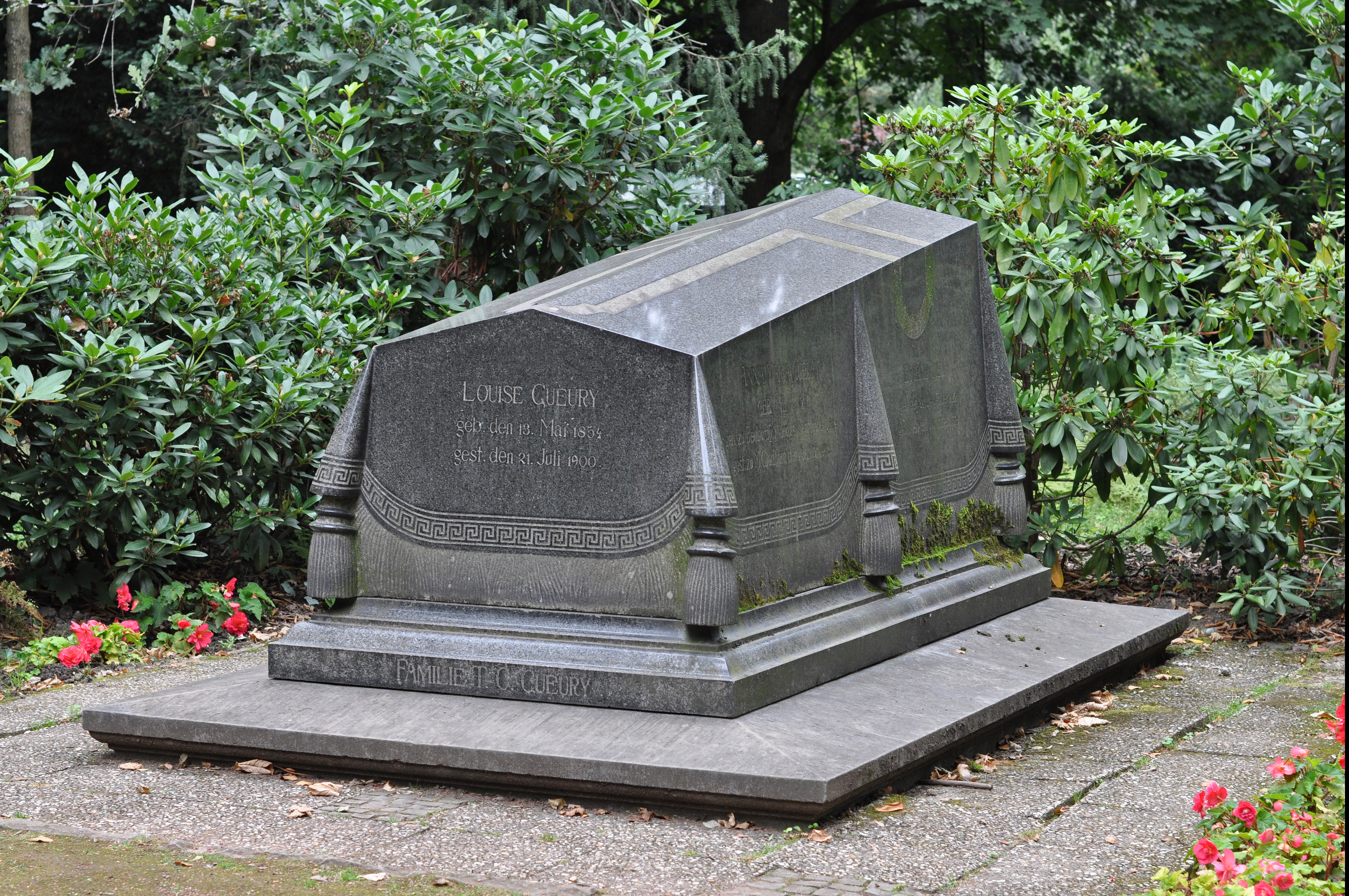
Grab von Louise Gueury

In der Stadt Mönchengladbach erinnern heute, neben der Hardterwald-Klinik (heute HerzPark Hardterwald), das unter Denkmalschutz stehende Grab (Position: ⊙) und eine Straße (Position: ⊙) an Louise Gueury. Bei dem Ehrengrab Louise Gueury handelt es sich um eines der letzten größeren Monumente auf dem ehemaligen Kirchhof an der Bettrather Straße.